# Академічна стипендія імені Голови Верховної Ради Української РСР В. А. Івашка
Академічна стипендія імені Голови Верховної Ради Української РСР В. А. Іва́шка — іменна стипендія Верховної Ради України, заснована Верховною Радою України з метою морального і матеріального заохочення здобуття вищої освіти студентами Харківського національного університету радіоелектроніки, де навчався і працював Володимир Антонович Івашко та увічнення пам'яті колишнього Голови Верховної Ради Української РСР В. А. Івашка.

## Порядок призначення стипендій імені В.А.Івашка
Призначення стипендій імені В. А. Івашка відбувалися згідно з Порядком встановлення іменних стипендій Верховної Ради України студентам вищих закладів освіти, яким також встановлювалися розміри цих стипендій.
Дата заснування — 17 жовтня 2002 року.
Засновник: Верховна Рада України.
Кількість стипендій — дві стипендії щорічно.
Призначена для студентів Харківського національного університету радіоелектроніки, де навчався і працював В. А. Івашко.
Критерієм для призначення є особливі успіхи в навчанні та науковій роботі.
Уповноважений орган — Міністерство освіти і науки України видає наказ про призначення цієї стипендії на основі рішення вченої ради Харківського національного університету радіоелектроніки щорічно з 1 вересня на один навчальний рік за наслідками екзаменаційних сесій.
Джерелом фінансування є кошти загального фонду державного бюджету за відповідними бюджетними програмами, необхідні для виплати стипендій.
Строки дії з 1 вересня на один навчальний рік.

## Історія призначення стипендій
Іменні академічні стипендії Верховної Ради України імені В. А. Івашка призначалися студентам Харківського національного університету радіоелектроніки відповідними наказами Міністерства освіти і науки України на:
- 2006/2007 навчальний рік: Семерні Дмитру Федоровичу — студенту 4-го курсу факультету електронних апаратів та Ємельяновій Юлії Валеріївні — студентці 4-го курсу факультету комп'ютерної інженерії та управління;[3]
- 2007/2008 навчальний рік: Рудавіну Євгену Володимировичу — студенту 4-го курсу факультету електронних апаратів та Оліщук Сергію Олександровичу — студенту 4-го курсу факультету комп'ютерної інженерії та управління;[4]
- 2008/2009 навчальний рік[5]
- на 2011/2012 навчальний рік: Луханіну Володимиру Сергійовичу — студенту 4-го курсу факультету прикладної математики та менеджменту та Ушаковій Аліні Дмитрівні — студентці 3-го курсу факультету комп'ютерних наук;[6]
- на 2012/2013 навчальний рік[7]
- на 2013/2014 навчальний рік: Балганбаєву Сергію Арстанбековичу — студенту третього курсу факультету прикладної математики та менеджменту та Гарячевській Дарії Володимирівні — студентці третього курсу факультету автоматики і комп'ютеризованих технологій;[8]
- на 2014/15 навчальний рік: Волковій Марії Олександрівні — студентці другого року навчання бакалаврату за напрямом підготовки «Автоматизація та комп'ютерно-інтегровані технології» та Стеблянко Богдану Олександровичу — студенту четвертого року навчання бакалаврату за напрямом підготовки «Економічна кібернетика»;[9]
- на 2015/16 навчальний рік: Кончаковській Оксані Сергіївні — студентці четвертого року навчання за освітньо-професійною програмою підготовки бакалавра, напрям підготовки «Системний аналіз» та Боцману Олександру Сергійовичу — студенту четвертого року навчання за освітньо-професійною програмою підготовки бакалавра, напрям підготовки «Радіоелектронні апарати»;[10]
- на 2016/2017 навчальний рік: Мордику Олександру Олександровичу — студенту третього року навчання за освітньо-професійною програмою підготовки бакалавра, напрям підготовки «Автоматизація та комп'ютерно-інтегровані технології» та Салієвій Веляді Ескендерівні — студентці четвертого року навчання за освітньо-професійною програмою підготовки бакалавра, напрям підготовки «Автоматизація та комп'ютерно-інтегровані технології».[11]